# راثکروگن
راثکروگن (به ایرلندی: Ráth Cruachan، به‌معنای "قلعه کروچان") مجموعه ای از سایت‌های باستان‌شناسی در نزدیکی تولسک در شهرستان روسکومون، ایرلند است. این مکان به عنوان کروچان، پایتخت سنتی کانوت، حاکمان ماقبل تاریخ و اوایل تاریخی قلمرو غربی شناخته شده است. مجتمع راثکروگن یک منظره باستان‌شناسی منحصر به فرد با ارجاعات فراوانی است که در دست نوشته‌های قرون وسطایی اولیه ایرلند یافت شده است.
راثکروگن که در دشت‌های کانوت واقع شده است، یکی از شش مکان سلطنتی ایرلند است. این منظره که بیش از ۶ کیلومتر مربع (۲٫۳ مایل مربع) وسعت دارد، از بیش از ۲۴۰ محوطه باستانی تشکیل شده که ۶۰ مورد از آنها آثار ملی حفاظت شده هستند.
این بناها از دوران نوسنگی (۴۰۰۰ تا ۲۵۰۰ قبل از میلاد)، از عصر برنز (۲۵۰۰ تا ۵۰۰ قبل از میلاد) و عصر آهن (۵۰۰ قبل از میلاد تا ۴۰۰ پس از میلاد)، تا اوایل قرون وسطی و پس از آن را در بر می‌گیرند. این بناها شامل گورپشته‌ها، قلعه‌های حلقه‌ای و… است. جذاب‌ترین آنها عبارتند از تپه چند دوره ای راثکروگن، غار مرموز اوینگات، موکلاگس- مجموعه ای از کارهای خاکی خطی - و همچنین مجموعه قرون وسطایی کارنز.
ارجاعات تاریخی زیادی به راثکروگن (Ráth Crúachan) در دست نوشته‌های اولیه قرون وسطی، از جمله سند قرن دوازدهمی به نام ''Lebor na hUidre'' ، ثبت شده است. این محل به عنوان محل یکی از نمایشگاه‌های بزرگ ایرلند و همچنین یکی از سه گورستان بزرگ پگانیستی جزیره ثبت شده است. همچنین محل شروع و پایان یک داستان حماسی ملی - Táin Bó Cúailnge، و مقر سلطنتی مدب (Maeve)، ملکه جنگجو کانوت بوده است.
گفته می‌شود که این نکان ورود به جهان دیگر را فراهم می‌کرد، که در دوره قرون وسطی به عنوان «دروازه ایرلند به جهنم» توصیف می‌شود. این غار با فستیوال پگانیستی سامهین و هالووین نیز ارتباط دارد، و همچنین به عنوان «محل مناسب» موریگان، الهه سلتیک ایرلند پیش از مسیحیت، مرتبط توصیف شده است.
به گفته نشنال جئوگرافیک، این سایت ممکن است «بزرگ‌ترین مجموعه سلطنتی کاوش نشده اروپا» باشد. این مکان توسط دولت ایرلند به عنوان سایت سلطنتی ایرلند تعیین شده است و ایرلند برای ثبت آن در میراث جهانی یونسکو در سال ۲۰۲۱ درخواست کرد.